# Мерси (река, Тасмания)
Ме́рси (англ. Mersey River) — река в северной части Тасмании (Австралия). Общая длина реки составляет 158 км — тем самым, она является шестой по длине рекой Тасмании, вслед за реками Саут-Эск (252 км), Деруэнт (215 км), Артур (189 км), Гордон (186 км) и Хьюон (169 км).
У впадения реки Мерси в Бассов пролив находится город Девонпорт. По-видимому, река была названа в честь одноимённой реки на северо-западе Англии, в районе Ливерпуля.

## География

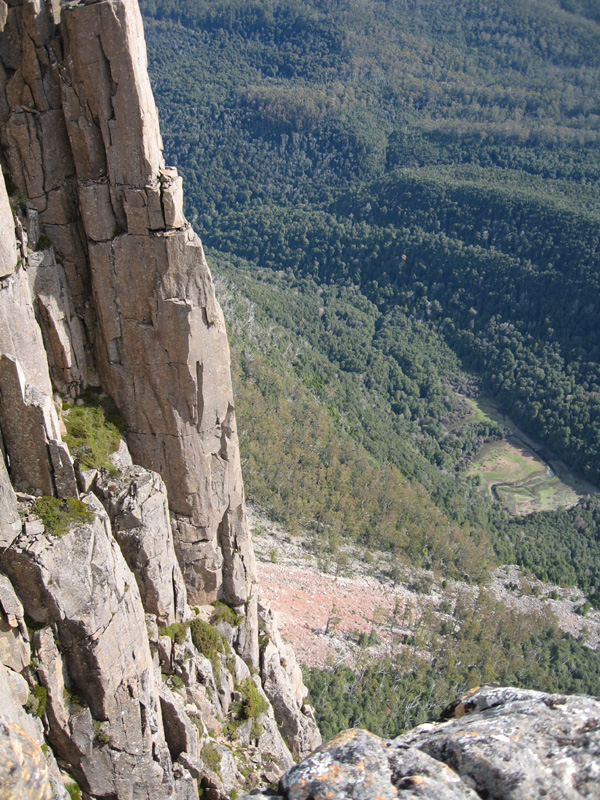
Река Мерси в верховьях — снимок с вершины горы Катидрал

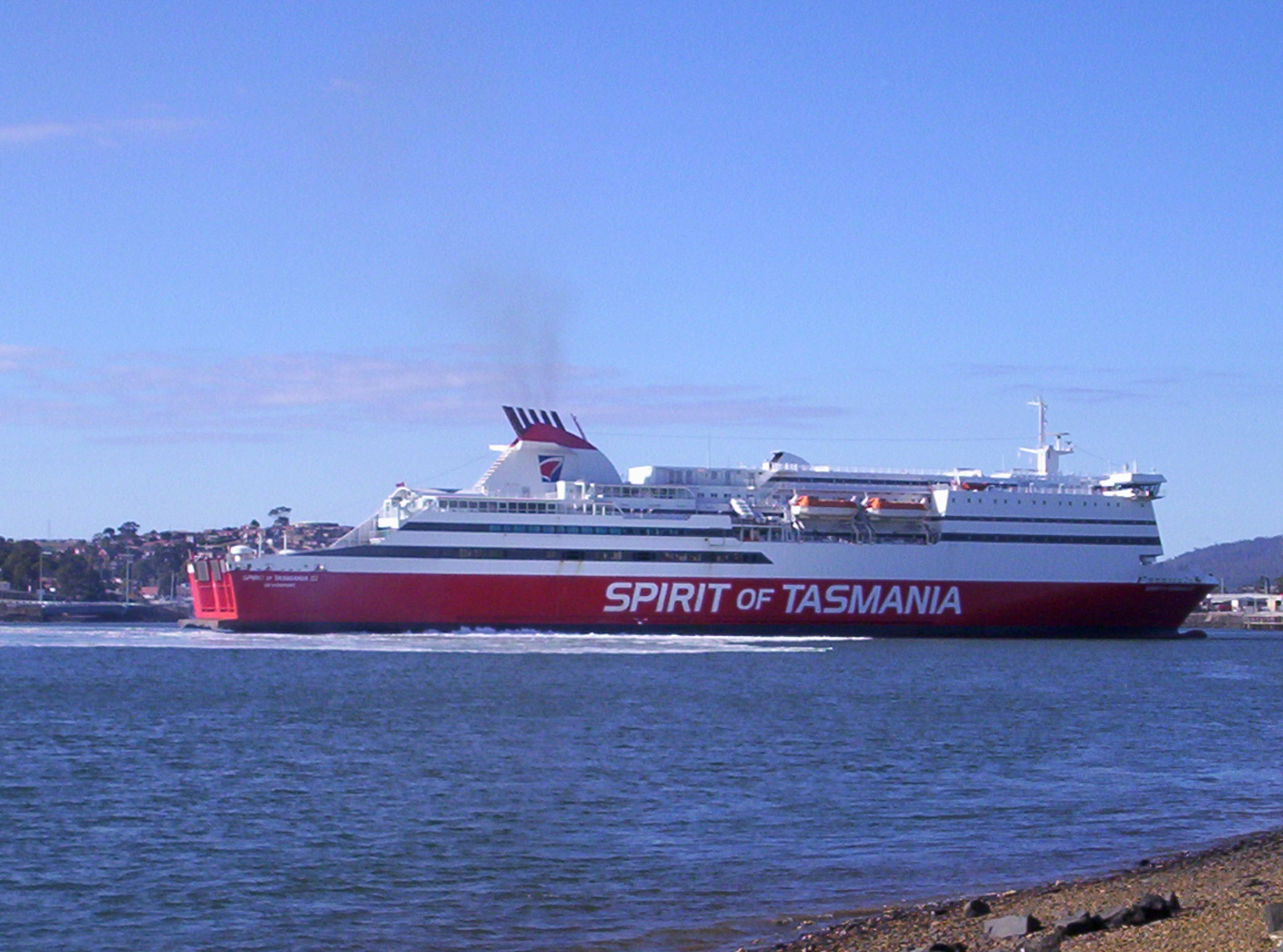
Паром Spirit of Tasmania III на реке Мерси у Девонпорта

Исток реки Мерси находится на Центральной возвышенности (англ. Central Highlands) острова Тасмания, в национальном парке «Стены Иерусалима», в районе озёр Местон (англ. Lake Meston) и Аделаида (англ. Lake Adelaide). Считается, что река берёт своё начало в болотистой местности у юго-западной оконечности озера Местон, на высоте 1018 м, чуть южнее горы Рогуна.
В верховьях реки Мерси есть несколько туристских маршрутов, начинающихся от дороги Mersey Forest Road.
Спускаясь с гор на север, река Мерси протекает через искусственное озеро Роуоллан (англ. Lake Rowallan) на высоте 488 м, которое образовано запруживанием реки Мерси плотиной Роуоллан (англ. Rowallan Power Station). После этого река течёт на север, затем поворачивает на восток, а потом опять на север, протекая через город Девонпорт и впадая в Бассов пролив.
Площадь бассейна реки Мерси составляет 1759 км².

## Судоходство
Развитию судоходства способствовало проведённое в 1870-х годах углубление устья реки Мерси, после чего пароходы смогли осуществлять рейсы в порт Девонпорта. В 1889 году было завершено строительство маяка Мерси-Блафф (англ. Mersey Bluff или просто Bluff) на одноимённом мысе немного западнее впадения реки Мерси в Бассов пролив.
Порт Девонпорта включает в себя терминал для паромов Spirit of Tasmania. Два парома ежедневно курсируют через Бассов пролив между Девонпортом и Мельбурном, соединяя остров Тасмания с материком. Путь в один конец занимает около 11 часов.

## Рыбная ловля
Река Мерси является одним из самых популярных мест для рыбной ловли в Тасмании. В реке водятся кумжа (Salmo trutta, англ. brown trout — «коричневая форель»), микижа (Oncorhynchus mykiss, англ. rainbow trout — «радужная форель») и мраморный гадопс (Gadopsis marmoratus, англ. river blackfish).